# Serdu
Serdu de son vrai nom Serge Duhayon, né le 18 janvier 1940 à La Glanerie (province de Hainaut), est un dessinateur de presse, caricaturiste et auteur de bande dessinée belge. Il a réalisé plus de 400 000 dessins.

## Biographie
Serge Duhayon naît le 19 janvier 1940 à La Glanerie. Il est issu d'un père instituteur qui dessine, peint et fait de la photographie et d'une mère musicienne, Serdu est attiré par le dessin. Il fait des humanités en gréco-latines, puis il obtient un régendat en arts plastiques.
Il est enseignant en arts plastiques pendant quarante ans de 1960 à 2000 dans des écoles du Tournaisis, notamment dans la section des arts plastiques de l'Institut Don Bosco de Tournai, et travaille en parallèle comme dessinateur humoriste et d'actualité. Ses dessins ou caricatures sont publiés dans divers médias : Le Vif/L'Express, L'Avenir, Nord Eclair, DH, Trends-Tendances, L'Express, La Libre Belgique, Notre temps. Il publie aussi plusieurs albums, dont Le Petit Noël et le Marsupilami, en collaboration avec Franquin et Stibane, ou encore Libres pensées.
En 1993, il fait son entrée à Spirou où il réalise quelques gags ainsi que la couverture du no 2891 du 8 septembre 1993. Il participe également à divers fanzines de bande dessinée.
Comme illustrateur, on lui doit les ouvrages T'as-ti in neom picard ? [« Auriez-vous un nom picard ? »] (1991), Padzous ène take dé bèle [« Sous une tache de lune »] suivi de I pwé, j'busie [« Il pleut, je songe »] (1991), Lés dits du cat-huant (tome 1) (1991), Dis cha comme ichi : Expressions picardes (1994), Lés maximes éd'pépère Hinri (1996) et La Fabuleuse Histoire de Nounou et Tamtam (2003).
En 2005, il répond à l'appel de l'armée belge et participe au collectif BDéfense ! vendu au profit d'œuvres caricatives.
En outre, il réalise l'affiche de l'exposition Caricaturlesque !! Kesako ? en 2015.
En 2016, il reçoit à Vezon, dans l'entité de Tournai, le « Petit Potier », la plus haute distinction de la ville de Tournai.
En 2019, il est atteint de la maladie de Parkinson mais continue à dessiner.
Il a réalisé plus de 400 000 dessins.

### Vie privée
Il réside en 2017 à Hollain,.

## Œuvres

### Albums de bande dessinée
- Serdu (scénario), François Walthéry (dessin), Le P'tit Bout d'chique 2, Bout à bout, Marsu Productions, Monaco, 1992[12]
- Serge Duhayon, Libres Pensées, Imprimerie provinciale du Hainaut, 1999, 196 p.
- Serdu, André Franquin, Stibane, André Franquin et Cerise, Le P'tit Bout d'chique, Éditions du Tiroir, 27 novembre 2020, 160 p. (EAN 978-2-9310-2719-6)

### Collectifs
- Collectif dont Serdu, Pétition[13] : À la recherche d'Oesterheld et de tant d'autres !, Amnesty International - Belgique francophone ASBL Groupe 64, novembre 1986, 47 p.,Participation : 1 strip.
- La Bonne Année 1988-89, Éditions du Souverain, Bruxelles, 1988
Scénario : Collectif - Dessin : Collectif dont Serdu - Couleurs : quadrichromie,Préface de Stéphane Steeman
- Animaux a(d)mis[14], Alliance européenne, Tilff, janvier 1990
Scénario : collectif - Dessin : collectif dont Serdu -  (ISBN 2-87364-000-6)
- La Bonne Année 1991[15], Éditions du Souverain, Bruxelles, décembre 1991
Scénario : Collectif - Dessin : Collectif dont Serdu - Couleurs : quadrichromie -  (ISBN 2-930005-03-3),Préface de Jacques Bredael
- BDéfense ![9], Forces armées belges, Bruxelles, décembre 2005
Scénario : collectif - Dessin : collectif dont Serdu - Couleurs : quadrichromie -  (ISBN 90-7517-204-4)

### Illustrations
- 100 chroniques pour comprendre l'économie de Amid Faljaoui, Éditions Racine, Bruxelles, 2009  (ISBN 978-2-87386-617-4)
- Parkinson parade[16] de Gérald Dochy, Design by Fred Greneron, La Bassée, 2017  (ISBN 978-2-9544591-1-0).
- Freud Fiscal (préf. Didier Reynders), Sogeles, mai 2002, 162 p. (ISBN 978-2-8738-5062-3)

## Réception

### Prix et distinctions
- 2016 : Citoyen d'honneur de Tournai[17].

#### Livres
: document utilisé comme source pour la rédaction de cet article.
- Jacques Fiérain, « Serdu », dans La BD dans la province du Hainaut, Charleroi, Éd. l'Âge d'or, septembre 2006, 96 p., ill. ; 31 cm (ISBN 9782960046458 et 2960046455, OCLC 469651838, présentation en ligne), p. 39.
- Philippe Mellot, Michel Denni, Laurent Turpin et Isabelle Morzadec, Trésors de la bande dessinée : BDM 2023-2024 - Catalogue encyclopédique et Argus, Paris, Les Arènes, novembre 2022, 23e éd., 1677 p., ill. ; 23 cm (ISBN 9791037507280, OCLC 1351462460, présentation en ligne), p. 898, 1029. .

#### Articles
- Serdu (interviewé par Mickaël Delfosse), « Serdu, dessinateur au grand cœur », La DH Les Sports+,‎ 24 juillet 2017 (lire en ligne , consulté le 19 juillet 2023).

### Émissions de télévision
- Rencontre avec l’inépuisable Serdu sur Notélé, (5 min 50 s), 4 août 2014.